# Riba-roja d’Ebre
Riba-roja d'Ebre – gmina w Hiszpanii, w prowincji Tarragona, w Katalonii, o powierzchni 99,48 km². W 2011 roku gmina liczyła 1316 mieszkańców.